# 7 (álbum de David Guetta)
7 es el séptimo álbum de estudio del DJ y productor francés David Guetta, lanzado el 14 de septiembre de 2018 por What a Music, Parlophone Records y Warner Music. Lanzado como un álbum doble, la colección presenta colaboraciones pop comerciales en el primer disco, mientras que el disco 2 presenta música house y techno underground similar a las raíces iniciales de Guetta como DJ. Este último también presenta el mundo al alias de Guetta, Jack Back.

## Antecedentes
7 es un álbum doble, el primer disco incluye colaboraciones pop de Guetta. El segundo disco presenta música Techno y Underground acreditada a Jack Back que se reveló como un alias de Guetta. El nombre del álbum tiene un significado especial para Guetta; al elaborar el tema y el nombre del álbum dijo: 

Es mi séptimo álbum, pero el número siete también representa el final de un ciclo, una semana son siete días, la creación del mundo en la Biblia es de siete días y es también mi cumpleaños (7 de noviembre). Ese número es algo mágico para mí.

En una entrevista con DJ Pete Tong, Guetta dijo que el álbum representaba un ciclo completo y regresaba a su casa, sus raíces. 

Originalmente comencé con música house underground, tocando todos los raves y clubes underground en París. Quería hacer música solo por diversión, sin ningún tipo de enfoque comercial. Quiero hacer todo tipo de música que me gusta, Lo hago por amor a la música.

Junto con el lanzamiento de los sencillos oficiales del álbum, se lanzaron varias otras canciones durante la grabación del álbum. El 27 de marzo de 2017, Guetta lanzó "Light My Body Up" con sus colaboradores frecuentes Nicki Minaj y Lil Wayne, que alcanzó el Top 20 en Finlandia y Francia, pero solo alcanzó el número 64 en el Reino Unido. Esto fue seguido el 28 de abril por el lanzamiento de "Another Life", un lanzamiento en colaboración con el DJ holandés Afrojack y con la voz de la cantautora Ester Dean. Luego, "Complicated" con Dimitri Vegas & Like Mike con Kiiara fue lanzado el 28 de julio.
El 3 de noviembre, Guetta y Afrojack lanzaron "Dirty Sexy Money" con Charli XCX y French Montana. Al mes siguiente, Guetta y el DJ holandés Martin Garrix lanzaron su colaboración "So Far Away" con Jamie Scott y Romy Dya. Guetta y el dúo de EDM holandés Showtek samplearon la clásica canción de baile de los 90' "Show Me Love" para su colaboración "Your Love", lanzada en junio de 2018. Estas canciones junto con "Mad Love" con Sean Paul y Becky G se incluyen en algunos de los lanzamientos internacionales del álbum.

## Promoción
Guetta actuó en Meyer Werft (Papenburg, Alemania) para el nombramiento oficial de la nueva línea de cruceros de AIDA Cruises, el AIDAnova el 31 de agosto de 2018. El 1 de septiembre de 2018, Guetta encabezó el primer día del Fusion Festival 2018, que tuvo lugar en Otterspool Paseo en Liverpool, Reino Unido.
El 9 de septiembre, Guetta lanzó un mixtape de la segunda cara del álbum como DJ Mix. El Mixtape de Jack Back contiene las 12 canciones lanzadas bajo su alias 'Jack Back'. Además, en el período previo al 14 de septiembre, Guetta lanzó una serie de vídeos teaser a través de su instagram oficial, cada video presenta música del álbum y juntos, las capturas de pantalla de los vídeos conforman la portada del álbum.

## Sencillos
"2U" con Justin Bieber fue lanzado como el primer sencillo del álbum el 7 de junio de 2017. La canción alcanzó su punto máximo entre los diez primeros de más de 15 países en todo el mundo, incluido el Reino Unido, gran parte de Europa y Australia y Nueva Zelanda. A esto le siguió "Dirty Sexy Money", con Afrojack y con las voces de Charli XCX y French Montana. Guetta describió la colaboración como el tipo de canción que "siempre había querido hacer". "Dirty Sexy Money" alcanzó su punto máximo entre los treinta primeros en Francia, los cuarenta en el Reino Unido y los diez primeros en muchas listas dance. "Like I Do" fue lanzado conjuntamente con Martin Garrix y Brooks el 22 de febrero de 2018. A esto le siguen los sencillos "Flames", con Sia, el 22 de marzo, y "Don't Leave Me Alone", con Anne-Marie, el 27 de julio. La pista de house progresivo "Overtone" se lanzó como single del Jack Back Mixtape a través de Beatport el 20 de agosto de 2018.

## Recepción de la crítica
7 recibieron críticas mixtas de críticos musicales. Al describir los lanzamientos musicales de la semana, MTV describió el álbum como "enorme" y "lleno de características y bops que te mantendrán bailando hasta el 2019". Al escribir para Rolling Stone, Elias Leight dijo que la primera mitad del álbum era un territorio familiar para Guetta, "repleto a rebosar con el tipo de colaboraciones entre géneros que hicieron de Guetta una estrella global".
También remarcó que el álbum de Guetta estaba en consonancia con las tendencias actuales al incluir Afro-house (su colaboración con Black Coffee) y reguetón con dos canciones con J Balvin. Completó su crítica diciendo que Guetta no había acertado al revelar que estaba siendo el alias 'Jack Back', "habría sido más atrevido, por supuesto, si Guetta hubiera lanzado un álbum con un nombre falso y hubiera mantenido su identidad en secreto. Pero no tiene sentido ser audaz cuando se puede ganar dinero cubriendo apuestas". 
Will Hodgkinson, del Times, describió el álbum como "Guetta tiene su pastel y se lo come". Según Hodgkinson, "el disco uno presenta pop cursi; el disco dos muestra sus raíces creíbles como DJ de house y techno". También criticó las colaboraciones comerciales como "forraje de fórmula de éxito" por "ahogarse en un mar de Auto-tune".
En una revisión más positiva, Neil Z. Yeung de AllMusic le dio al álbum 4 de cada 5 comienzos diciendo que Guetta "entró en una zona de confort de espíritu libre y de la era tardía, haciendo música por diversión en lugar de perseguir otro éxito de radio", y comparando el disco uno con un "set de cabeza de cartel de un festival, construyendo muy bien antes de un tramo medio implacable que termina con la euforia al final". Yeung también describió el álbum como "de celebración", y terminó su reseña diciendo "No, desde One Love (2009) Guetta ha sonado como elevado o invertido. 7 es una pura alegría de experimentar y un recordatorio de que Guetta todavía es un maestro del género."

## Desempeño comercial
7 debutó en la posición número 37 del US Billboard 200 con 15 000 unidades equivalentes a álbumes, que incluyeron 3 000 ventas de álbumes puros. Además, sirve como el tercer número uno de David Guetta en chart US Dance/Electronic Albums.

## Canciones
A Guetta se le atribuye la escritura y producción de todas las canciones de las ediciones estándar y limitada del álbum. Los créditos adicionales se proporcionan a continuación.
| Disc one |                                                                           |              |             |          |  |
| N.º      | Título                                                                    | Escritor(es) | Producer(s) | Duración |  |
| 1.       | «Don't Leave Me Alone» (ft. Anne-Marie)                                   | David Guetta | Guetta      | 3:04     |  |
| 2.       | «Battle» (featuring Faouzia)                                              | Guetta       | Guetta      | 2:44     |  |
| 3.       | «Flames» (with Sia)                                                       | Guetta       | Guetta      | 3:15     |  |
| 4.       | «Blame it on Love» (featuring Madison Beer)                               | Guetta       | Guetta      | 3:27     |  |
| 5.       | «Say My Name» (Guetta, Bebe Rexha & J Balvin)                             | Guetta       | Guetta      | 3:19     |  |
| 6.       | «Goodbye» (Jason Derulo & Guetta featuring Nicki Minaj & Willy William)   | Guetta       | Guetta      | 3:15     |  |
| 7.       | «I'm that Bitch» (featuring Saweetie)                                     | Guetta       | Guetta      | 3:15     |  |
| 8.       | «Like I Do» (Guetta, Martin Garrix & Brooks)                              | Guetta       | Guetta      | 3:22     |  |
| 9.       | «2U» (featuring Justin Bieber)                                            | Guetta       | Guetta      | 3:15     |  |
| 10.      | «She Knows How to Love Me» (featuring Jess Glynne & Stefflon Don)         | Guetta       | Guetta      | 3:02     |  |
| 11.      | «Motto» (Guetta & Steve Aoki featuring Lil Uzi Vert, G-Eazy & Mally Mall) | Guetta       | Guetta      | 2:30     |  |
| 12.      | «Drive» (Guetta & Black Coffee featuring Delilah Montagu)                 | Guetta       | Guetta      | 3:06     |  |
| 13.      | «Para que te Quedes» (featuring J Balvin)                                 | Guetta       | Guetta      | 2:58     |  |
| 14.      | «Let It Be Me» (featuring Ava Max)                                        | Guetta       | Guetta      | 2:53     |  |
| 15.      | «Light Headed» (David Guetta & Sia)                                       | Guetta       | Guetta      | 2:59     |  |

| Limited edition bonus tracks |                                                                            |             |          |  |
| N.º                          | Título                                                                     | Producer(s) | Duración |  |
| 16.                          | «Mad Love» (with Sean Paul featuring Becky G)                              | Guetta      | 3:19     |  |
| 17.                          | «Dirty Sexy Money» (with Afrojack featuring Charli XCX and French Montana) | Guetta      | 2:52     |  |
| 18.                          | «So Far Away» (con Martin Garrix featuring Jamie Scott and Romy Dya)       | Garrix      | 3:03     |  |
| 19.                          | «Your Love» (con Showtek)                                                  | Guetta      | 3:05     |  |

| Disc two – as Jack Back |                                                                                  |              |               |          |  |
| N.º                     | Título                                                                           | Escritor(es) | Productor(es) | Duración |  |
| 1.                      | «Reach for Me»                                                                   | Guetta       | Guetta        | 3:47     |  |
| 2.                      | «Freedom» (David Guetta and CeCe Rogers)                                         | Jack Hisbach | Guetta        | 3:55     |  |
| 3.                      | «Grenade»                                                                        | Hisbach      | Guetta        | 3:32     |  |
| 4.                      | «Inferno»                                                                        | Hisbach      | Guetta        | 3:09     |  |
| 5.                      | «Overtone»                                                                       | Hisbach      | Guetta        | 3:36     |  |
| 6.                      | «Back and Forth»                                                                 | Hisbach      | Guetta        | 3:25     |  |
| 7.                      | «Pelican»                                                                        | Hisbach      | Guetta        | 3:26     |  |
| 8.                      | «Afterglow»                                                                      | Hisbach      | Guetta        | 3:26     |  |
| 9.                      | «Think Think Think»                                                              | Hisbach      | Guetta        | 3:41     |  |
| 10.                     | «Orion»                                                                          | Hisbach      | Guetta        | 3:52     |  |
| 11.                     | «What 2 Say»                                                                     | Hisbach      | Guetta        | 3:36     |  |
| 12.                     | «Just a Little More Love (Jack Back 2018 Remix)» (David Guetta and Chris Willis) | Guetta       | Guetta        | 3:24     |  |

Créditos de muestra
- "Goodbye" contiene elementos de "Time to Say Goodbye" escrito por Francesco Sartori, Lucio Quarantotto y Franck Peterson.
- "She Knows How to Love Me" contiene elementos de "Tutti Frutti" escrito por Richard Penniman, Dorothy La Bostrie y Joe Lubin.
- "Let It Be Me" contiene elementos de "Tom's Diner" escrito por Suzanne Vega.
- "Reach for Me" contiene elementos de "Reach For Me" escrito por Oscar Gaetan y Ralph Falcon.
- "Freedom" contiene elementos de "All Join Hands" escrito por CeCe Rogers.
- "Grenade" contiene elementos de "We Want Your Soul" escrito por Adam Freeland y Damian Taylor.
- "Overtone" contiene elementos de "Altai Sayan Tandy-Uula" escrito por Andrei Mangush.